# Клермор (Оклахома)
Клермор (енгл. Claremore) град је у америчкој савезној држави Оклахома.

## Демографија
По попису из 2010. године број становника је 18.581, што је 2.708 (17,1%) становника више него 2000. године.
| Група             | 2000.          | 2010.          |
| Белци             | 11.786 (74,3%) | 12.760 (68,7%) |
| Афроамериканци    | 316 (2,0%)     | 393 (2,1%)     |
| Азијати           | 70 (0,4%)      | 114 (0,6%)     |
| Хиспаноамериканци | 479 (3,0%)     | 926 (5,0%)     |
| Укупно            | 15.873         | 18.581         |